# فراجيبان
فراجيبان (بالإنجليزية: Fragipan)، هي طبقة طبيعية تحت سطح الأرض ولها كثافة أعلى من الآفاق فوقها؛ تبدو متصلبة عندما تكون في حالة جفاف وتبدو متوسطة إلى ضعيفة الهشاشة عندما تكون مبللة. طبقة بمستوى منخفض من المادة العضوية، بها بقع، وتُسَرِّب الماء من خلالها بطيء إلى بطيء جداً. عادة ما تحتوي على شقوق مبيضة على شكل مضلعات. توجد هذه الطبقة في التربة المزروعة وأيضا البكر ولكن ليس لها وجود حيث المواد الجيرية. غالباً كان السجل الأول للفراجيبان هو سجل جون هاردكاسل في نيوزيلندا في ثمانينيات القرن التاسع عشر.